# Junior-VM i orientering 2010
Junior-VM i orientering 2010 var den 21. udgave af juniorverdensmesterskabet i orientering. Det fandt sted fra den 4.-11. juli 2010 i Aalborg. Hovedarrangør var Aalborg Orienteringsklub (AOK). Til mesterskabet deltog 303 deltagere fra 37 lande. Sideløbende med Junior-VM afvikledes et publikumsløb, som i gennemsnit havde 600 deltagere. Sverige kom bedst ud af dette VM med otte medaljer, mens danske Ida Bobach tog tre ud af fire guldmedaljer, og blev dermed det mest succesfulde i 2010.